# 데이나 플레이토
데이나 미셸 플레이토(영어: Dana Michelle Plato, 영어 발음: /ˈdeɪnə ˈpleɪtoʊ/, 1964년 11월 7일~ 1999년 5월 8일, 출생시 성은 스트레인(Strain))는 미국의 배우이다. 1970년대 후반에서 1980년대 초반까지 영향력 있는 10대 아이돌이었던 플레이토는 NBC/ABC 시트콤 《신나는 개구쟁이》에서 킴벌리 드러먼드 역을 연기한 것으로 잘 알려져 있다.

## 어린 시절
십대 어머니에게서 태어났고 7개월 때 플레이토가에 입양되었다. 샌퍼낸도밸리에서 성장했고, 연기를 하기 전에는 뛰어난 피겨스케이팅 선수였다.

## 경력
플레이토는 아기 때부터 수많은 상업 광고 출연으로 경력을 시작하였다.
1975년 10살의 나이에 텔레비전 시리즈 《6백만 달러의 사나이》에 출연하면서 연기자로 데뷔하였다. 그 후 공포 영화 《엑소시스트 2》(1977)와 《Return to Boggy Creek》(1977)에 출연했으나 두 영화는 비평면에서 실패하였다.
1978년 아카데미상을 수상한 영화 《캘리포니아의 다섯 부부》에 제니 워런 역으로 나왔다. 같은 해 시트콤 《신나는 개구쟁이》에서 킴벌리 드러먼드 역을 연기하기 시작하면서 광범위한 인정과 찬사를 받았다. 이 배역을 통해 플레이토는 1983년 젊은 예술가상 코미디 시리즈 부문 아역여배우상 후보에 올랐으며, 2003년 제1회 TV 랜드 어워즈(TV Land Awards) 비전통 가족상 부문 후보에 지명되었다.
《신나는 개구쟁이》 종영 이후 독립 영화와 B급 영화를 산발적으로 작업했다.

## 사생활
플레이토는 평생 총 두 번 결혼하였다. 1984년 첫 번째 남편인 기타 연주자 래니 램버트와의 사이에서 외아들 타일러를 낳았다.
1991년 플레이토는 라스베이거스 비디오 가게에서 직원을 공기총으로 위협하여 금전등록기에서 164 달러를 털어서 체포되었고, 그 다음 해에 디아제팜 처방전을 위조한 혐의로 다시 한 번 체포되었다.
플레이토는 인생 대부분을 약물의존증으로 고생했다. 1999년 5월 8일, 플레이토는 34세의 나이로 의식주 기능이 구비된 기종인 모터홈(Motorhome) 개인 소유 차량에서 처방약 과다복용으로 인하여 사망한 상태로 발견되었다. 처음에는 우연한 죽음으로 여겨졌지만, 나중에 자살로 판명되었다. 플레이토의 개인 삶은 "비극"으로 묘사되어 왔다.
2010년 플레이토의 사망 11주기 이틀 전인 5월 6일 외아들 타일러가 자살을 시도했으며, 두부 총상으로 인해 25세 나이로 사망하였다.

## 출연 작품

### 영화
- 엑소시스트 2 (1977)
- Return to Boggy Creek (1977)
- 캘리포니아의 다섯 부부 (1978)

### 텔레비전
- 6백만 달러의 사나이 (1975)
- 신나는 개구쟁이 (1978-86)
- 기동순찰대 (1979-80)
- 사랑의 유람선 (1984)
- 그로잉 페인스 (1985)